# Milliken
Pour les articles homonymes, voir Milliken (homonymie).
Milliken est une ville américaine située dans le comté de Weld dans le Colorado.
Selon le recensement de 2010, Milliken compte 5 610 habitants. La municipalité s'étend sur 11,81 milles carrés (30,59 km2), dont 11,73 milles carrés (30,38 km2) de terres.
La ville est nommée en l'honneur de John D. Milliken, fondateur de la Denver, Laramie, & Northwestern Railroad Company.

## Démographie
| 1920 | 1930 | 1940 | 1950 | 1960 | 1970 |
| ---- | ---- | ---- | ---- | ---- | ---- |
| 372  | 483  | 531  | 510  | 630  | 702  |

| 1980  | 1990  | 2000  | 2010  | - | - |
| ----- | ----- | ----- | ----- | - | - |
| 1 506 | 1 605 | 2 888 | 5 610 | - | - |